# Salamandre à points bleus
Ambystoma laterale
Espèce
Statut de conservation UICN

 LC  : Préoccupation mineure
Ambystoma laterale, la Salamandre à points bleus, est une espèce d'urodèles de la famille des Ambystomatidae.

## Répartition
Cette espèce se rencontre, :
- aux États-Unis au Maine, au New Hampshire, au Vermont, au Massachusetts, au Connecticut, dans l'État de New York, au New Jersey, en Ohio, en Indiana, au Michigan, en Illinois, en Iowa, au Wisconsin et au Minnesota ;
- au Canada au Labrador, en Nouvelle-Écosse, au Nouveau-Brunswick, dans l'Île-du-Prince-Édouard, au Québec, en Ontario et au Manitoba.

## Habitat
La salamandre à points bleus affectionne les zones humides, les forêts de feuillus et les marécages mais on peut également la rencontrer dans les forêts de conifères. Elle préfère les flaques printanières qui retiennent l'eau jusqu'au milieu de l'été, ce qui leur facilite l'accès à leurs zones de reproduction. Les sous-bois, litière de feuilles, pierres et souches sont communément utilisés comme abri.

## Description

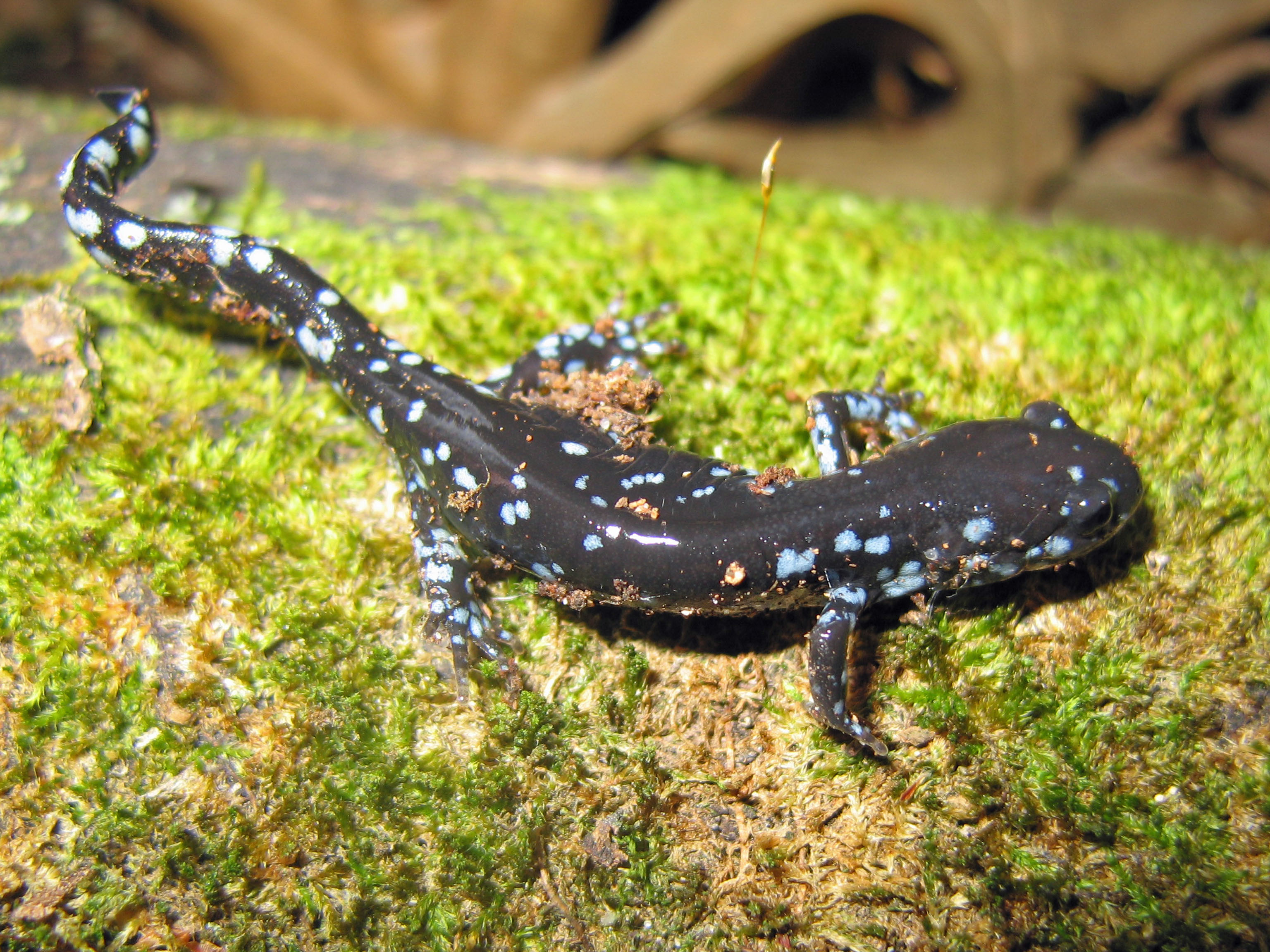
Ambystoma laterale

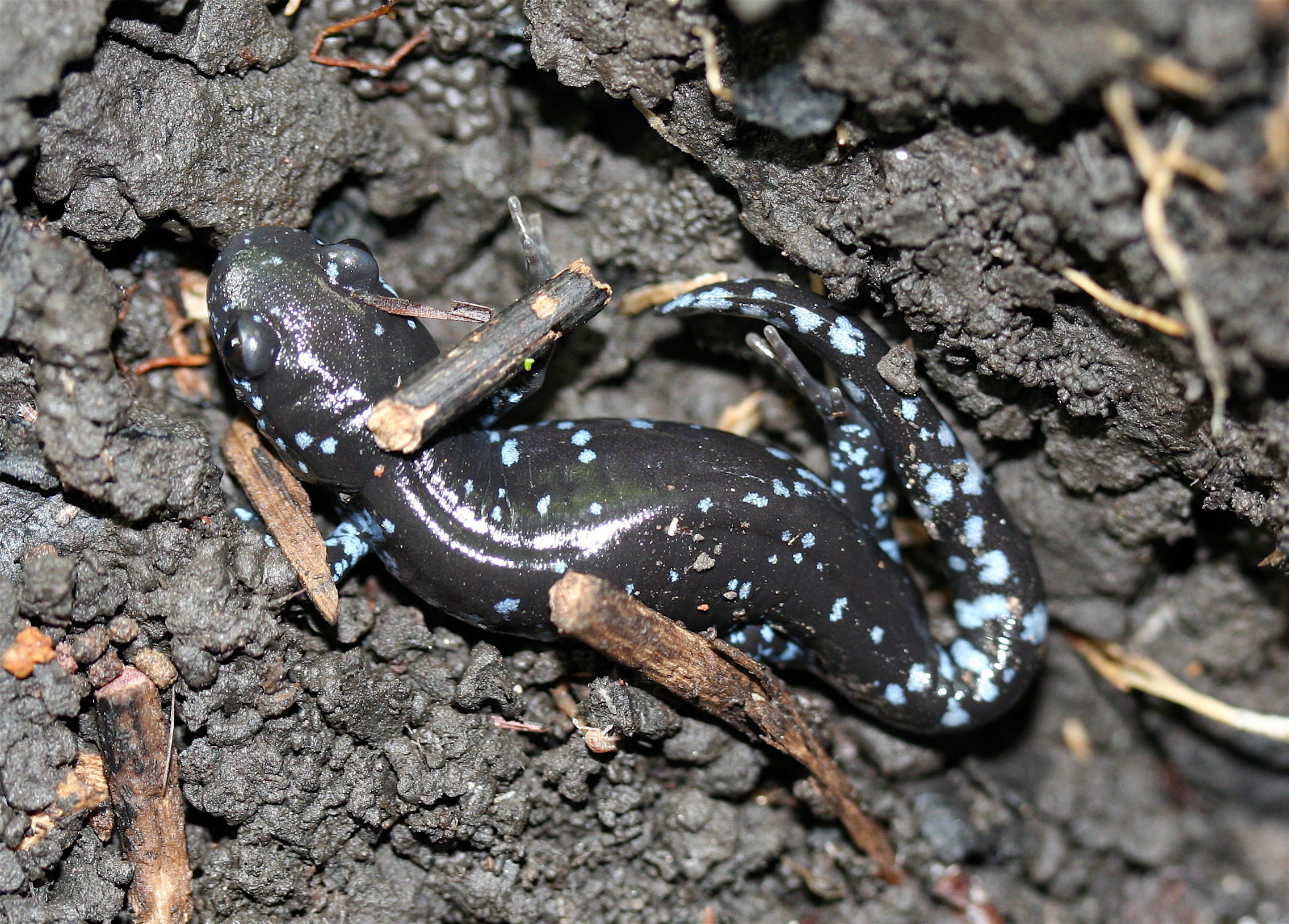
Ambystoma laterale

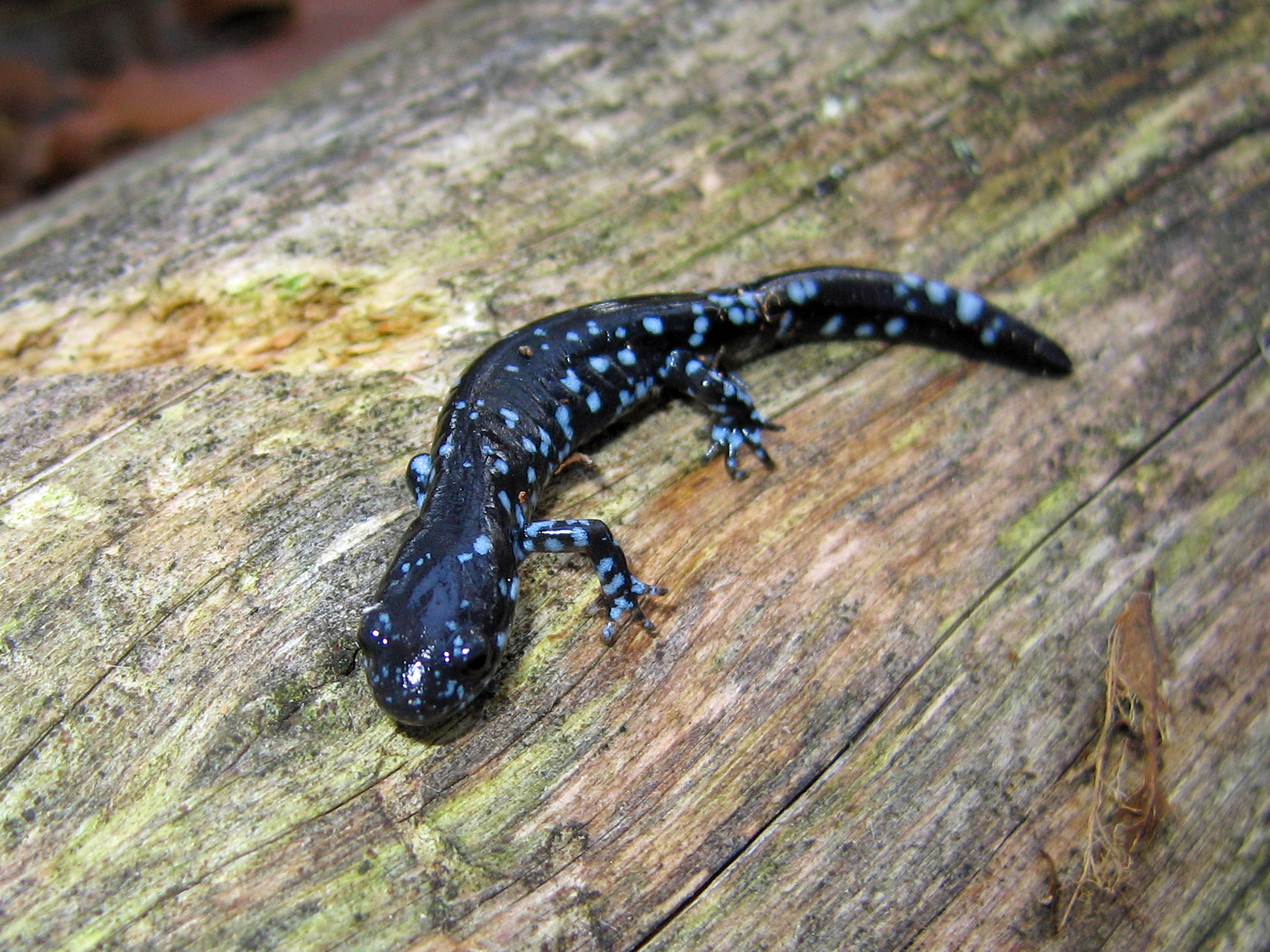
Ambystoma laterale

La salamandre à points bleus a un corps robuste, elle mesure entre 76 et 129 mm de long, dont 40 % concernent la queue. Sa peau est de couleur bleu-nuit avec des taches bleues et blanches sur le dos et des points blanc bleuté sur les côtés du corps et de la queue. Son corps est élancé, sans être aussi svelte que peut l'être la salamandre de Jefferson. Le cloaque est noir ce qui contraste avec le ventre qui est de couleur claire. Les larves peuvent présenter des taches jaunes, celles-ci virant au bleu dès que l'individu devient terrestre. Elle présente des orteils longs, quatre aux pattes antérieures et cinq aux pattes postérieures. Généralement les individus présentent de 12 à 14 creux au niveau des côtes. Les mâles sont plutôt de taille inférieure aux femelles, mais ont des queues plus longues et aplaties. Certains spécimens entièrement noirs peuvent être observés dans la nature (melanistic).

## Reproduction
Les œufs sont pondus en petits paquets qui restent attachés aux brindilles, rochers ou plantes sur les rives des marécages ou fossés. Chaque ponte contient en moyenne une douzaine d'œufs et la femelle peut pondre au total jusqu'à 500 œufs chaque année. Les individus peuvent se reproduire dès leur deuxième année. La reproduction a lieu en début de printemps et coïncide avec les pontes d'éphémères.
Le temps d'incubation des œufs est d'environ un mois, à l'éclosion, les larves sont déjà pourvues d'une bouche et d'yeux entièrement développés. Les pattes avant se forment au bout de deux semaines, et les pattes arrière au bout de trois semaines. La métamorphose totale vers l'état terrestre s'effectue à la fin de l'été.
Cette espèce est connue pour s'hybrider avec d'autres salamandres et notamment Ambystoma jeffersonianum et Ambystoma texanum, qui résulte en hybrides 98 % femelles; la reproduction chez les hybrides est caractérisée par la kleptogenèse (ou vol du bagage génétique) c'est-à-dire que le sperme d'une espèce similaire est requis pour que la division des cellules dans l'œuf s'initie, toutefois les chromosomes du mâle ne sont pas utilisés dans le développement de l'embryon, étant tout de même incorporé dans le génome. 

## Taxonomie
Amblystoma platineum et Ambystoma tremblayi sont des hybrides Ambystoma laterale x Ambystoma jeffersonianum et Ambystoma nothagenes est un hybride Ambystoma laterale x Ambystoma texanum.

## Publication originale
- Hallowell, 1856 : Description of several species of Urodela, with remarks on the geographical distribution of the Caducibranchiata Division of these animals and their classification. Proceedings of the Academy of Natural Sciences of Philadelphia, vol. 8, p. 6-11 (texte intégral).